# Jérôme Policand
Jérôme Policand (ur. 1 października 1964 w Grenoble) – francuski kierowca wyścigowy.

## Kariera
Policand rozpoczął karierę w wyścigach samochodowych w 1985 roku od startów we Francuskiej Formule Ford 1600, gdzie jednak nie był klasyfikowany. Dwa lata później w tej samej serii był dziewiąty. W późniejszych latach pojawiał się także w stawce Festiwalu Formuły Ford, Francuskiej Formuły 3, Grand Prix Monako Formuły 3, Grand Prix Makau, Europejskiego Pucharu Formuły 3, Brytyjskiej Formuły 3000, Formuły 3000, 24-godzinnego wyścigu Le Mans, IMSA World Sports Car Championship, Global GT Championship, FIA GT Championship, Renault Spider Europe, International Sports Racing Series, Renault Sport Clio Trophy, Sports Racing World Cup, American Le Mans Series, French Supertouring Championship, French GT Championship, Grand American Rolex Series, Francuskiego Pucharu Porsche Carrera, Porsche Supercup, Le Mans Series, Spanish GT Championship, International GT Open, Sportscar Winter Series, FIA GT3 European Championship oraz Blancpain Endurance Series.
W Formule 3000 Francuz startował w latach 1992–1995. W pierwszym sezonie startów w ciągu dziewięciu wyścigów, w których wystartował, zdobył jeden punkt. Dało mu to siedemnaste miejsce w klasyfikacji generalnej. Rok później Policand raz stanął na podium. Uzbierane cztery punkty dały mu jedenaste miejsce w końcowej klasyfikacji kierowców. W 1994 roku dwa punkty uplasowały mu szesnaste miejsce. W ostatnim sezonie swych startów w tej serii Francuz zdobył łącznie cztery punkty. Został sklasyfikowany na dwunastej pozycji w końcowej klasyfikacji kierowców.